# Hayashi Hōtan
Hayashi Hōtan est un nom japonais traditionnel ; le nom de famille (ou le nom d'école), Hayashi, précède donc le prénom (ou le nom d'artiste).
Hayashi Hōtan (林鳳潭), né en 1761 et décédé à l'âge de 25 ou 26 ans le 3 mars 1787, est un lettré néo-confucéen de l'école Cheng-Zhu, administrateur du système des hautes études du shogunat Tokugawa durant l'époque d'Edo. Il fait partie des lettrés confucéens du clan Hayashi.
Son père Hayashi Ryūtan décède pendant son enfance, puis son grand-père au moment de ses quatorze ans. En 1785, il devient Daigaku-no-kami, chef du système éducatif national, mais meurt deux ans plus tard.